# Roel Bentz van den Berg
Roel Bentz van den Berg (Amsterdam, 1 januari 1949) is een Nederlandse programmamaker en schrijver. Hij is de zoon van acteur en regisseur Han Bentz van den Berg.

## Levensloop

### Opleiding
Bentz van den Berg studeerde filosofie aan de Universiteit van Amsterdam.

### Radiowerk
Van 1984 tot 2009 maakte hij als samensteller en presentator een groot aantal muziekradioprogramma's voor de VPRO, veelal in samenwerking met Martijn Stoffer met de nadruk op authentieke rock, soul en blues. Deze radioprogramma's in de avond- en nachtprogrammering van diverse Hilversumse zenders waren onder andere Heartlands, Stompin', Het Koude Zweet, Toga Party, Villa 65, VPRO's Nachtleven en Boogie Nights. Ook was hij betrokken bij verscheidene cultuurprogramma's. Na zijn pensionering in 2009 is hij nog incidenteel actief op de radio met muziekprogramma's zoals de Atoomjukebox (2009) en The Book of Love (2010).

### Schrijverschap
Vanaf 1982 publiceert hij artikelen over populaire muziek, cinema en Amerikaanse literatuur in NRC Handelsblad. Ook publiceert hij in literair tijdschrift De Gids. Essays van zijn hand zijn gebundeld in De luchtgitaar (1994), De overdaad (1999), Zapdansen (2005), dat bekroond werd met de Jan Hanlo Essayprijs Groot, en Engelen in regenjas (2009). Zijn autobiografische roman Dagen van vertrek (2004) stond op de longlist voor de AKO Literatuurprijs.

### Film
In 2002 regisseerde hij samen met Hans Keller de documentaire De verdwenen personages van Han Bentz van den Berg (2002) over het leven van zijn vader. In 2007 schreef hij het scenario voor de televisiefilm Highland Gardens, geregisseerd door Britta Hosman.

### Televisie
In 2009/2010 sprak hij voor de VPRO de voice-over in van het tv-programma Beagle: In het kielzog van Darwin, waarin in acht maanden tijd de reis van de Britse wetenschapper Charles Darwin werd nagevaren met de Stad Amsterdam. In 2011/2012 en 2013/2014 presenteerde hij voor dezelfde omroep het televisieprogramma Nederland van boven.